# Bruno Sutkus
Bruno Sutkus (lit. Bronius Sutkus, ur. 14 maja 1924 w Tannenwalde, zm. 29 sierpnia 2003) – litewsko-niemiecki strzelec wyborowy służący w 68 Dywizji Piechoty Armii Niemieckiej na froncie wschodnim II wojny światowej, któremu przypisuje się 209 zestrzeleń. Każde zabójstwo odnotowywano w indywidualnej „książce snajpera” i musiało zostać potwierdzone przez co najmniej jednego świadka oraz uwierzytelnione przez dowódcę batalionu. Po rozpadzie Związku Radzieckiego Sutkus prowadził wykłady dla żołnierzy litewskich i przedstawiał oficerom litewskim swoje dokumenty wojenne.

## Życiorys

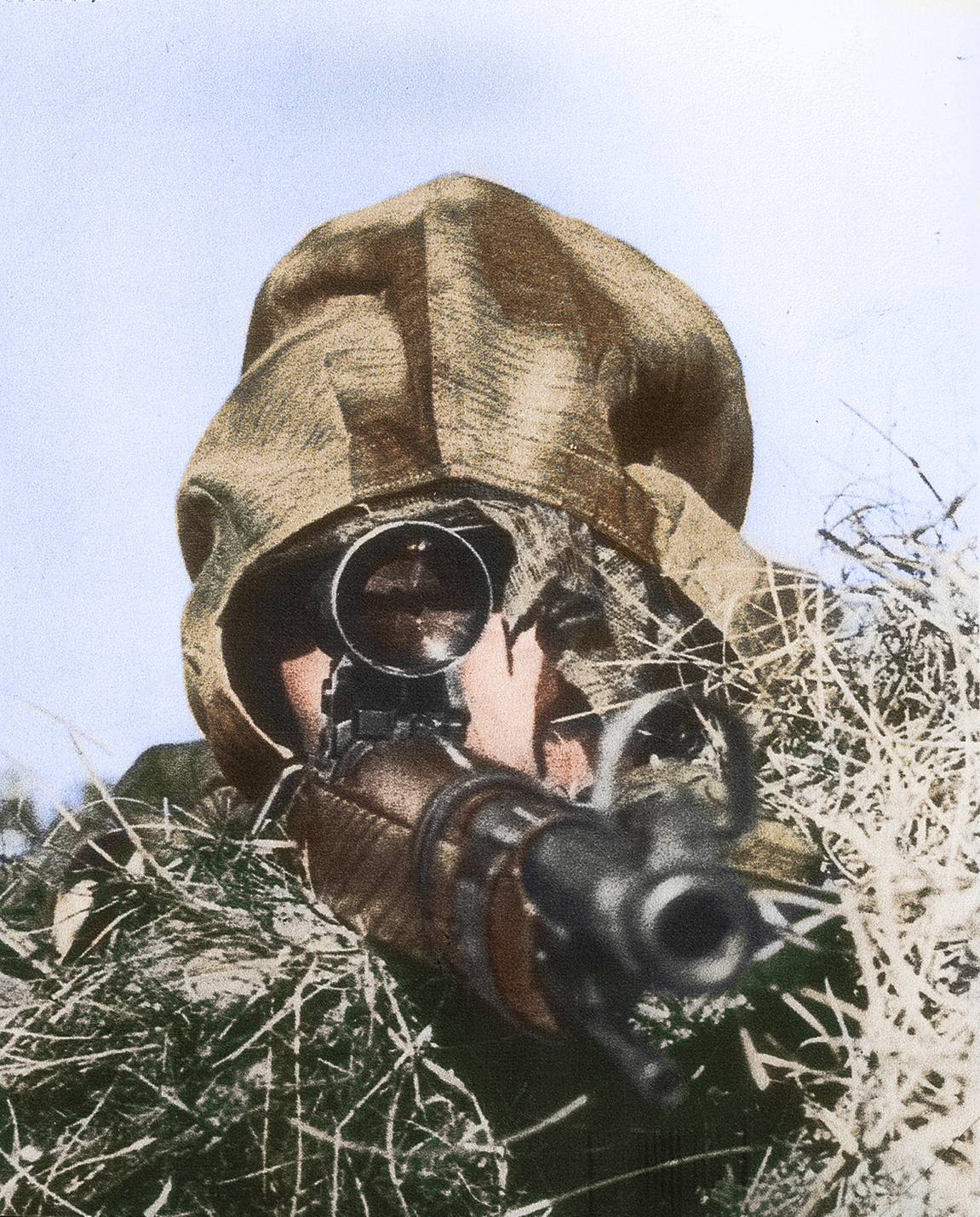
Bruno Sutkus w kamuflażu

Sutkus urodził się w Tannenwalde, wówczas przedmieściu Królewca w Prusach Wschodnich. Ponieważ jego ojciec był Litwinem, Sutkus nie był uważany za Niemica, musiał wnioskować o przyznanie obywatelstwa. Pozostawał oficjalnie bezpaństwowcem aż do 1941 r., kiedy to przyjął obywatelstwo niemieckie. W 1938 roku wstąpił do Hitlerjugend, gdzie uzyskał stopień Scharführera. Mając 18 lat, wstąpił do SA, gdzie dostrzeżono jego umiejętności strzeleckie. Otrzymał karabin, który mógł zabierać do domu i ćwiczyć strzelanie.
Sutkus szkolił się na snajpera od sierpnia 1943 r. do końca grudnia 1943 r. w Szkole Snajperów w Wilnie, po czym został przydzielony do 196. Pułku Grenadierów 68. Dywizji Piechoty. W styczniu 1945 r., gdy wracał do zdrowia po odniesionych ranach, otrzymał awans i poinformowano go, że został mianowany instruktorem w szkole snajperów.
Po wojnie został wcielony do Armii Czerwonej, z której zdezerterował, żeby nawiązać współpracę z litewskim antyradzieckim ruchem oporu dążącym do odzyskania przez Litwę niepodległości. Miał w swoim posiadaniu fałszywe dokumenty, które potwierdzały, że jest bezpaństwowcem i że przez całą wojnę pracował jako robotnik rolny. Rosjanie podejrzewali go o służbę w Wehrmachcie jako strzelec wyborowy i skazali go na prace przymusowe na Syberii.
Pracował w kolektywach, w lasach tajgi i w kopalniach w Szernikowie od 1949 do 1971 roku, kiedy to pozwolono mu przenieść się do Wilna. Sutkus dobrowolnie udał się na wygnanie, aby towarzyszyć Litwince, Antaninie (zm. 1995), starszej od niego o dziewiętnaście lat, która miała powiązania z ruchem oporu. W 1951 roku urodził się ich syn Vytautas. W 1991 roku, po rozpadzie Związku Radzieckiego, Sutkus, który był już Litwinem i został zmuszony do przyjęcia obywatelstwa radzieckiego, odwiedził Niemcy. Napisał wspomnienia (które opublikowano w języku polskim w 2012) i pomagał szkolić armię litewską po uzyskaniu przez Litwę niepodległości, wygłaszając wykłady. W 1994 roku otrzymał certyfikat obywatelstwa niemieckiego i paszport, a w 1997 roku przeprowadził się do Niemiec.

## Odznaczenia
- Krzyż Żelazny II klasy przyznany 6 lipca 1944 r.
- Czarna Odznaka za Rany przyznany 7 września 1944 r.
- Krzyż Żelazny I klasy przyznany 16 listopada 1944 r.
- Odznaka Strzelca Wyborowego przyznana 21 listopada 1944 r.
- Srebrna Odznaka Szturmowa Piechoty przyznana 29 listopada 1944 r.
- Srebrna Odznaka za Rany przyznana 1 marca 1945 r.